# 李縣 (肯塔基州)
李縣（英語：Lee County）是美國肯塔基州東部的一個縣，地理分區上屬於坎伯蘭高原。面積547平方公里。根據美國2000年人口普查，共有人口7,916人。縣治比蒂维尔（Beattyville）。
成立於1870年3月1日，以紀念南北戰爭名將羅伯特·李，另一說指縣名來自維吉尼亞州同名的縣，紀念的是其父親亨利·李，（曾任維吉尼亞州州長、眾議員）。